# Agykorallok

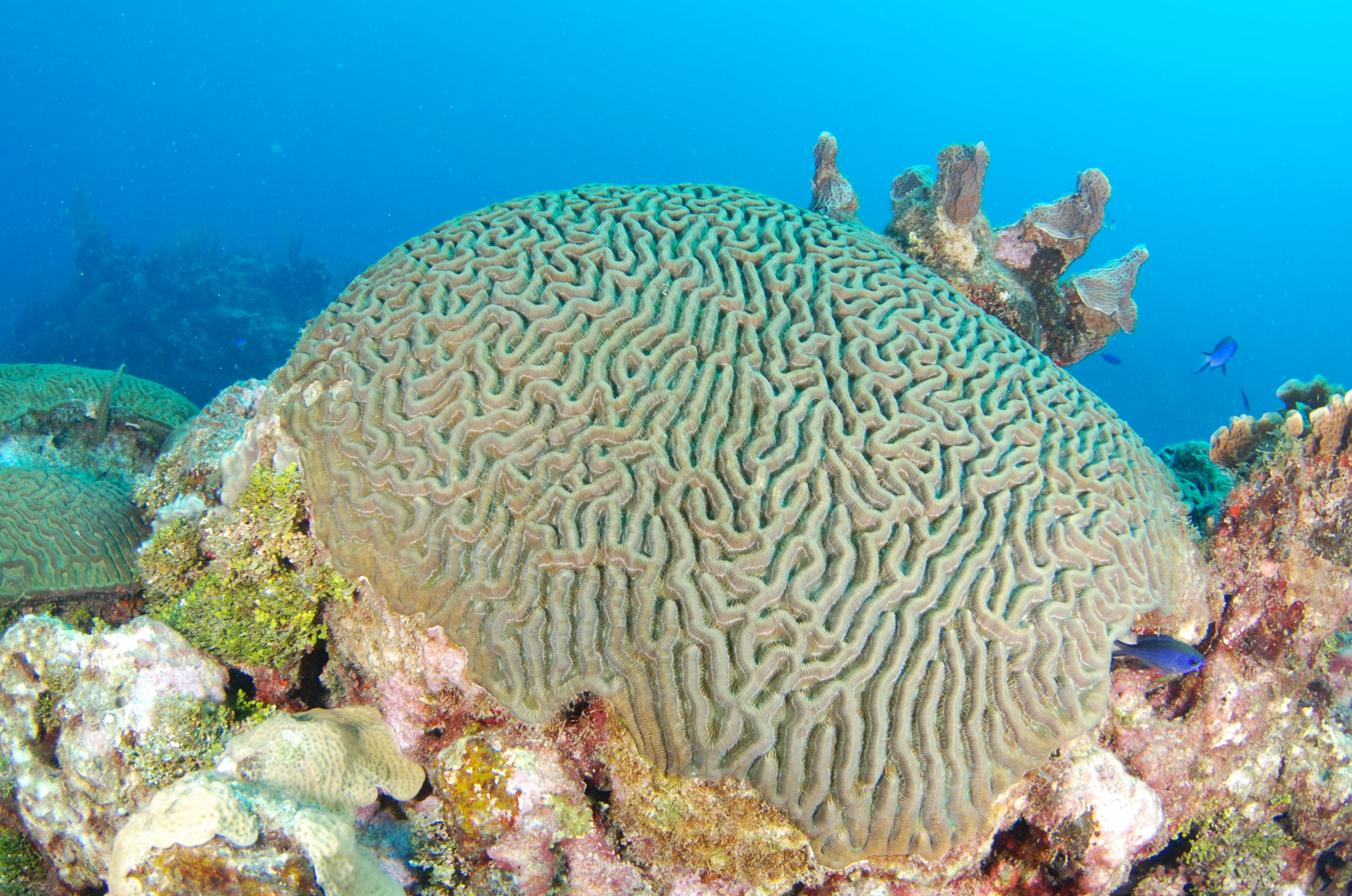
Pseudodiploria strigosa

Az agykorallok (Mussidae) a virágállatok (Anthozoa) osztályába és a kőkorallok (Scleractinia) rendjébe tartozó család.
A WoRMS adatai szerint 24 elfogadott faj tartozik ebbe a korallcsaládba.

## Előfordulásuk
Az agykorallok a korallszirteknél fordulnak elő az Indiai-óceánban és Csendes-óceánban, valamint a Karib-tengerben. A zátonyoknál élő összes élőlényhez hasonlóan az agykorallokat is fenyegeti a környezetszennyezés, a tengerpartok beépítése és a globális felmelegedés. Korallokat gyűjtenek és szárítanak ajándéknak is.

## Megjelenésük
Az agykorall nem egy állat, hanem egy több korallpolipból álló telep. A telep átmérője elérheti a 2 métert. Az agykorallok telepe kúp vagy tojás alakú; a felszínét borító polipok élnek, felfelé és oldalirányban építik tovább az alakzatot. Alattuk elpusztult polipok vázai vannak. A telep polipjai sűrű sorokba rendeződnek. Minden polipnak vannak csalánozó sejtekkel felvértezett tapogatói, amelyek planktonokat fognak meg és pusztítanak el. Szájuk a tapogatókorona középpontjában nyílik. A tapogatók vezetik a zsákmányt a szájhoz, és az ivarsejtek is onnan lökődnek ki.

## Életmódjuk
Az agykorallok a szilárd talajú, meleg, tiszta, sekély vizet kedvelik. A legtöbb agykorall sziklás vidékeket vagy víz alatti roncsokat népesít be. Mindenképpen napfényre van szükségük. Helyhez kötöttek. Táplálékuk parányi állatok, melyeket a korallban élő egysejtű növények által termelt tápanyagokkal egészítenek ki.

## Szaporodásuk
A agykorallok kétféleképpen szaporodhatnak. Az ivartalan szaporodás esetében a bimbózás útján. Az új polipok genetikailag megegyeznek az „anya”-polipokkal. Az ivaros szaporodásra késő tavasszal vagy nyár elején, telihold után néhány éjszaka kerül sor. A peték és spermák kis rózsaszín kötegekben termelődnek és felvándorolnak a polip szájnyílásához. Egy korallzátony térségében az összes korall egyidőben löki ki az ivarsejteket. A kötegek felfelé sodródnak és szétpattannak. Így biztosított, hogy a spermiumsejtek nem termékenyítenek meg rokon petéket.

## Rendszerezés
A családba az alábbi 2 alcsalád és 10 nem tartozik:
- Faviinae Gregory, 1900
  - Colpophyllia Milne Edwards & Haime, 1848 - 2 faj
  - Diploria Milne Edwards & Haime, 1848 - 1 faj
  - Favia Milne Edwards, 1857 - 3 faj; a családjának és az alcsaládjának a típusneme
  - Manicina Ehrenberg, 1834 - 1 faj
  - Mussismilia Ortmann, 1890 - 3 faj
  - Pseudodiploria Fukami, Budd & Knowlton, 2012 - 2 faj
- Mussinae Ortmann, 1890
  - Isophyllia Milne Edwards & Haime, 1851 - 2 faj
  - Mussa Oken, 1815 - 2 faj; csak az alcsaládjának a típusneme
  - Mycetophyllia Milne Edwards & Haime, 1848 - 5 faj
  - Scolymia Haime, 1852 - 3 faj